# Hasolelim

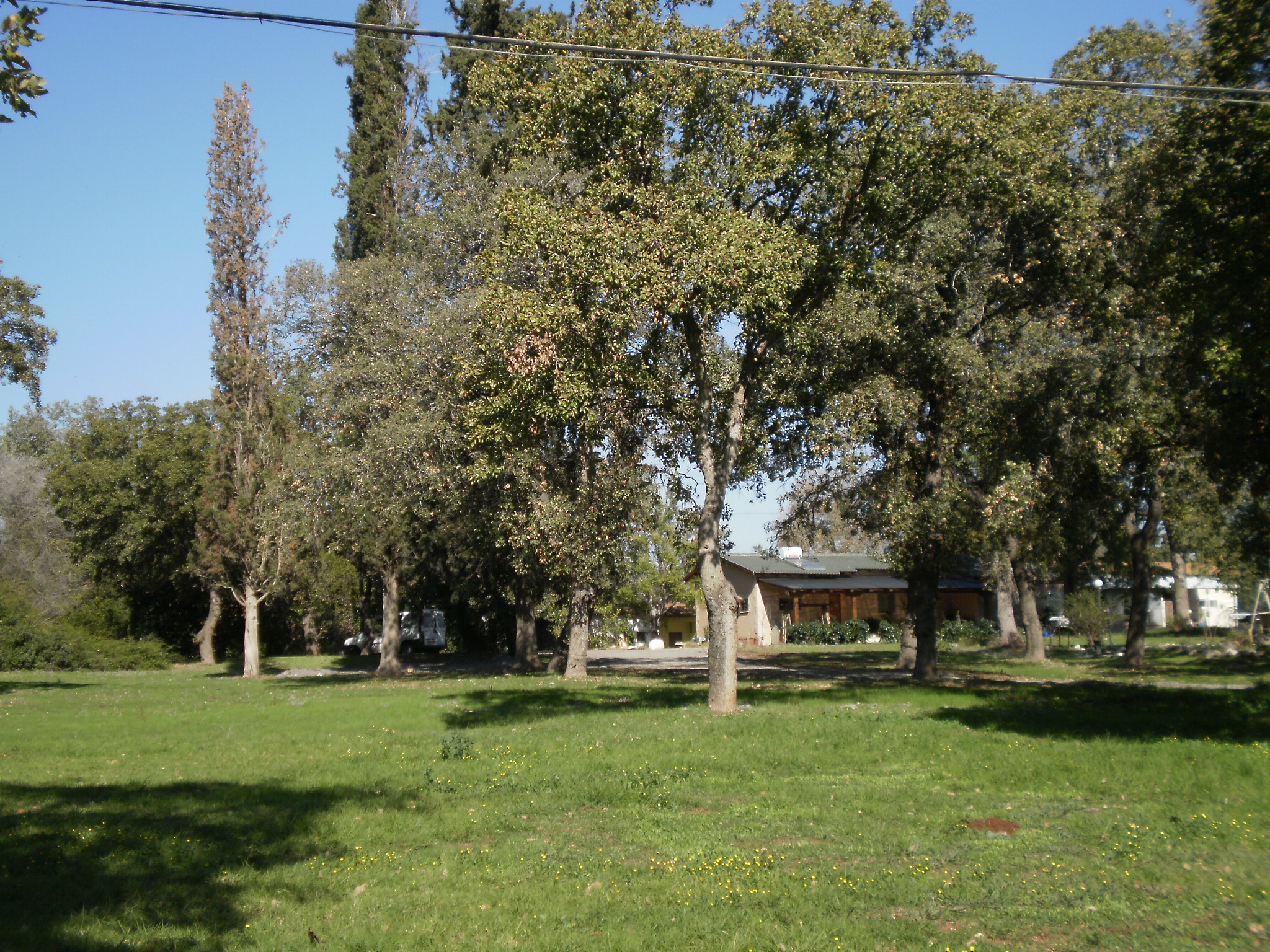
Hasolelim dans une forêt protégée de chênes

Hasolelim (הַסּוֹלְלִים) est un kibboutz créé en 1949. Il se trouve à 11 km de la ville de Nazareth et fait partie du conseil régional Emek Yizra'el (Vallee d'Yizrael).

## Histoire
Il est créé en 1949. Le groupe des fondateurs du kibboutz est créé en 1943, des membres de l'organisation de la jeunesse Maccabi Ha-Tsair et unités du Palmach. En 1949, des immigrants venant des États-Unis se sont joints au groupe qui a fondé le kibboutz.
L'économie repose sur l'agriculture, l'industrie et le tourisme. Une partie des résidents font la navette pour travailler à l'extérieur du village. À la fin des années 90, la construction de nouveaux quartiers résidentiels avec 115 logements, achevée en 2003.

## Personnalités liées au Kibboutz
Gérard Darmon: Après avoir abandonné ses études secondaires l'année du bac, Gérard, alors membre de l'Hanoar Hatzioni part vivre quatre mois au kibboutz